# Barbara Steel
Barbara Steel, född 1857, död 1943, var en sydafrikansk rösträttskvinna.
Hon var ordförande i Women's Enfranchisement Association of the Union 1916-1930.